# Calendrier à 52 semaines
Il n'existe pas aujourd'hui de calendrier à 52 semaines. Mais le calendrier solaire de 364 jours, utilisé un temps par les Ésséniens est construit sur cette base.